# Борго Верде (Тревизо)
Борго Верде је насеље у Италији у округу Тревизо, региону Венето.
Према процени из 2011. у насељу је живело 646 становника. Насеље се налази на надморској висини од 7 м.